# Discographie de Juniel
La discographie de la chanteuse solo sud-coréenne Juniel se compose d'un album studio, quatre EP, dix singles et dix vidéoclips.
Juniel a débuté en 2011 avec l'EP Ready Go, qui est sorti au Japon. Elle a composé toutes les chansons de l'album et a pris part à l'écriture des paroles. Elle a fait de même avec tous les EPs japonais qui ont suivi. Le 6 mars 2013, Juniel sort son premier album japonais intitulé Juni, qui se compose de 11 chansons composées par la chanteuse et une version japonaise de la chanson "Babo", faite en duo avec Jung Yong-hwa de CN Blue.

## Albums

### Albums studio
| Titre                                                                                 | Détails sur l'album                                                                                      | Meilleure position | Ventes      |
| Titre                                                                                 | Détails sur l'album                                                                                      | JPN                | Ventes      |
| Japonais                                                                              | Japonais                                                                                                 | Japonais           | Japonais    |
| ------------------------------------------------------------------------------------- | --- | ------------------ | ----------- |
| Juni                                                                                  | - Date de sortie: 6 mars 2013 - Label: AI Entertainment, Warner Music Japan - Format: CD, téléchargement | 137                | - JPN: 888+ |
| "—" signifie que le morceau ne s'est pas classé ou n'est pas sorti dans cette région. | |                    |             |

### EPs
| Titre                                                                                 | Détails sur l'album                                                                                | Meilleure position | Meilleure position | Ventes        |
| Titre                                                                                 | Détails sur l'album                                                                                | JPN                | COR                | Ventes        |
| Japonais                                                                              | Japonais                                                                                           | Japonais           | Japonais           | Japonais      |
| ------------------------------------------------------------------------------------- | -------------------------------------------------------------------------------------------------- | ------------------ | ------------------ | ------------- |
| Ready Go                                                                              | - Date de sortie: 19 avril 2011 - Label: AI Entertainment, JVC - Format: CD, téléchargement        | —                  | —                  |               |
| Dream & Hope                                                                          | - Date de sortie: 12 juillet 2011 - Label: AI Entertainment, JVC - Format: CD, téléchargement      | —                  | —                  |               |
| Coréen                                                                                | |                    |                    |               |
| My First June                                                                         | - Date de sortie: 7 juin 2012 - Label: FNC Entertainment, CJ E&M - Format: CD, téléchargement      | —                  | 16                 | - COR: 6,508+ |
| 1&1                                                                                   | - Date de sortie: 20 novembre 2012 - Label: FNC Entertainment, CJ E&M - Format: CD, téléchargement | —                  | 4                  | - COR: 4,186+ |
| Fall in L                                                                             | - Date de sortie: 25 avril 2013 - Label: FNC Entertainment, CJ E&M - Format: CD, téléchargement    | —                  | 5                  | - COR: 4,427+ |
| "—" signifie que le morceau ne s'est pas classé ou n'est pas sorti dans cette région. | |                    |                    |               |

## Singles

### En tant qu'artiste principale
| Titre                                                                                 | Année    | Meilleure position | Meilleure position | Meilleure position | Ventes                 | Album             |
| Titre                                                                                 | Année    | JPN                | COR                | COR Hot 100        | Ventes                 | Album             |
| Japonais                                                                              | Japonais | Japonais           | Japonais           | Japonais           | Japonais               | Japonais          |
| ------------------------------------------------------------------------------------- | -------- | ------------------ | ------------------ | ------------------ | ---------------------- | ----------------- |
| "Forever"                                                                             | 2011     | —                  | —                  | —                  |                        | single sans album |
| "Sakura ~Todokanu Omoi~"                                                              | 2012     | —                  | —                  | —                  |                        | single sans album |
| Coréen                                                                                |          |                    |                    |                    |                        |                   |
| "Fool" (avec Jung Yong-hwa de CN Blue)                                                | 2012     | —                  | 46                 | 38                 |                        | My First June     |
| "Illa Illa"                                                                           | 2012     | —                  | 8                  | 8                  | - COR (DL): 2,070,345+ | My First June     |
| "Bad Man"                                                                             | 2012     | —                  | 4                  | 4                  | - COR (DL): 1,288,175  | 1&1               |
| "Pretty Boy"                                                                          | 2013     | —                  | 12                 | 7                  | - COR (DL): 611,368+   | Fall in L         |
| "Love You More Than Ever" (ft. Han-hae de Phantom)                                    | 2013     | —                  | 23                 | 16                 | - COR (DL): 150,008+   | single sans album |
| "Love Falls" (avec Lee Jonghyun de CN Blue)                                           | 2013     | —                  | 27                 | —                  | - COR (DL): 112,735+   | single sans album |
| "The Next Day"                                                                        | 2014     | —                  | 18                 | —                  | - COR (DL): 130,813+   | single sans album |
| "I Think I'm In Love"                                                                 | 2014     | —                  | 26                 | —                  | - COR (DL): 126,565+   | single sans album |
| "Sorry"                                                                               | 2015     | —                  | 50                 | —                  | - COR (DL): 77,297+    | single sans album |
| "Pisces"                                                                              | 2016     | En attente         | En attente         | En attente         | - COR (DL):            | single sans album |
| "—" signifie que le morceau ne s'est pas classé ou n'est pas sorti dans cette région. |          |                    |                    |                    |                        |                   |

### En tant qu'artiste participative
| 2015                                                                                  | "Spring Love" (Niel ft. Juniel) | 40 | oNIELy |
| "—" signifie que le morceau ne s'est pas classé ou n'est pas sorti dans cette région. |                                 |    |        |

## Vidéoclips
| Titre                                       | Année | Réalisateur(s) |
| ------------------------------------------- | ----- | -------------- |
| "Forever"                                   | 2011  | inconnu        |
| "Sakura ~Todokanu Omoi~"                    | 2012  | inconnu        |
| "Fool" (avec Jung Yong-hwa de CN Blue)      | 2012  | inconnu        |
| "Illa Illa"                                 | 2012  | Kim Eun-you    |
| "Bad Man"                                   | 2012  | inconnu        |
| "Everything Is Alright"                     | 2013  | inconnu        |
| "Pretty Boy"                                | 2013  | inconnu        |
| "Love Falls" (avec Lee Jonghyun de CN Blue) | 2013  | inconnu        |
| "I Think I'm In Love"                       | 2014  | Kim Eun-you    |
| "Please"                                    | 2014  | inconnu        |
| "Sorry"                                     | 2015  | Kim Eun        |